# میتسوبیشی ساروین
میتسوبیشی ساروین (Mitsubishi Savrin) خودرویی است که از سال ۲۰۰۱ تا کنون در تایوان (جزیره) تولید شده‌است.
این خودرو در کلاس مینی‌ون قرار گرفته و  است. سیستم جعبه‌دندهٔ آن ۴ دنده به صورت خودکار است.